# Vítězslava Rothbauerová
Vítězslava Rothbauerová (* 28. října 1941 Brno) je česká architektka.

## Život
Vítězslava Rothbauerová vystudovala architekturu v letech 1959–1965. Po studiu pracovala v Pražském projektovém ústavu.
Od roku 1969 pracovala v ateliéru Jiřího Lasovského na studii sídliště Jižní město I. V letech 1976–1984 pak pracovala s dalšími architekty na územním plánu sídliště Jižní Město II.
V roce 1990 založila vlastní architektonický ateliér ER, v roce 1995 pak společně s Petrem Brzobohatým, Matrinem Feistnerem a Jiřím Hůrkou ateliér Dům a město, který se věnoval architektuře a urbanismu a jehož činnost byla ukončena v roce 2017. Od té doby působí Vítězslava Rothbauerová opět samostatně.
Vítězslava Rothbauerová působí na Fakultě architektury ČVUT v Praze, je také aktivní členkou České komory architektů.

## Dílo
- Služebna FMV, Praha 4 – Chodov (1986)[6]
- Dům s pečovatelskou službou v Lysé nad Labem[2]
- Malá vodní elektrárna v Branné (1997)[1]
- Hotel Four Seasons Praha (2000)[6] - propojení 4 budov, včetně 3 historických objektů (barokní, klasicistní, novorenesanční) do jednoho celku[2]
- Pavilon goril v ZOO Praha (2002)[7]
- Sluneční město – objekt A, objekt C, Praha 5 – Zbraslav (2002)[6]
- Rodinný dům pro manžele Unzeitigovy, Zdiby (2002)[7]
- Mandarin Oriental Hotel Praha (2006)[7][8] - vestavba do bývalého dominikánského kláštera na Malé Straně[2]
- Future hotel, Praha-Holešovice (2006)[6]
- Harmonie, Praha 5 – Stodůlky (2006)[6]
- Komunitní centrum Matky Terezy, Praha (2007)[7]
- Rekonstrukce objektu Hotel Panská, Praha (2007)[6]
- Novostavba kaple Libež (2007)[6]
- Revitalizace náměstí Klecany (2012)[6]

## Galerie

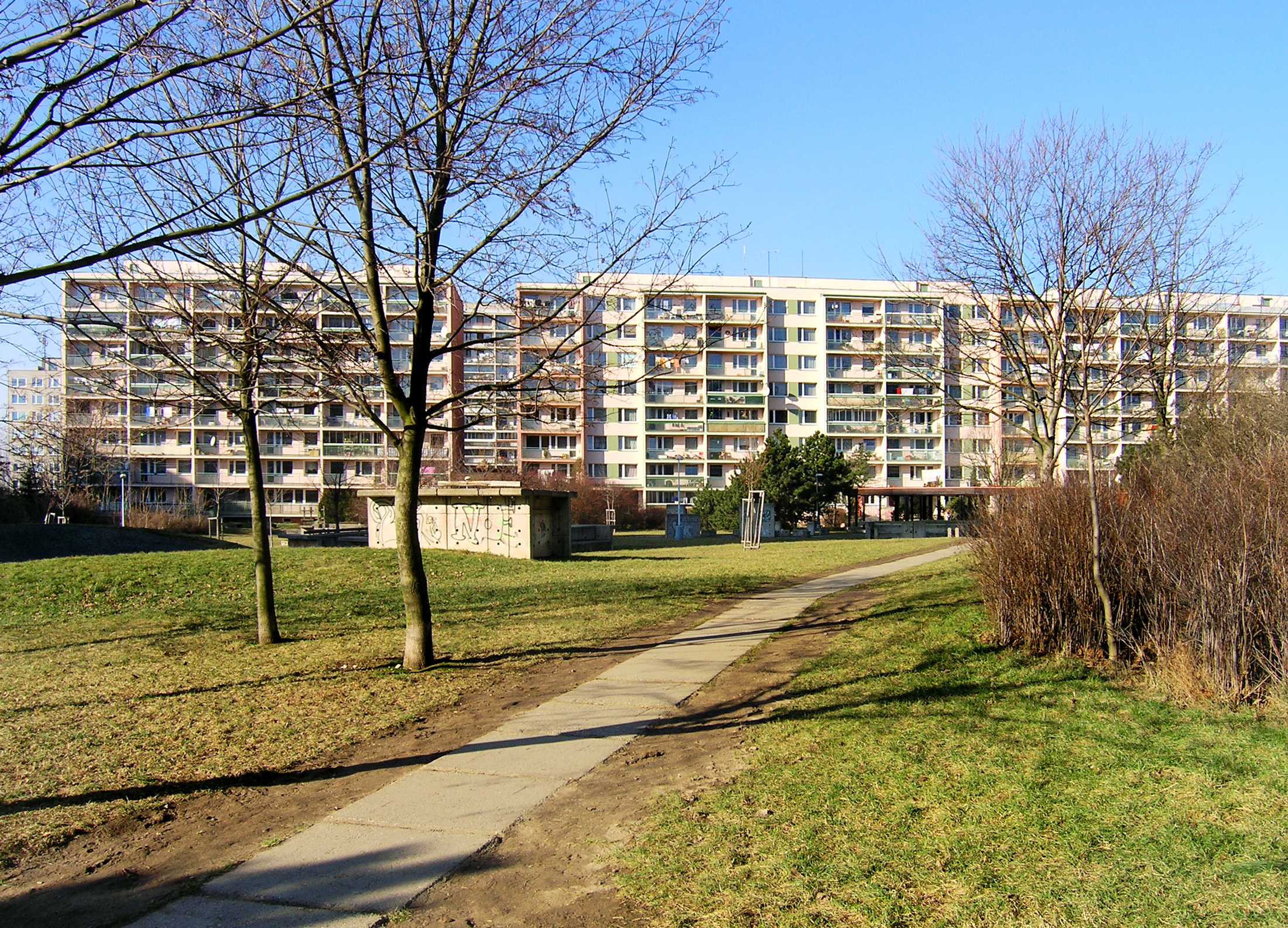
Sídliště Jižní Město II. - Chodov
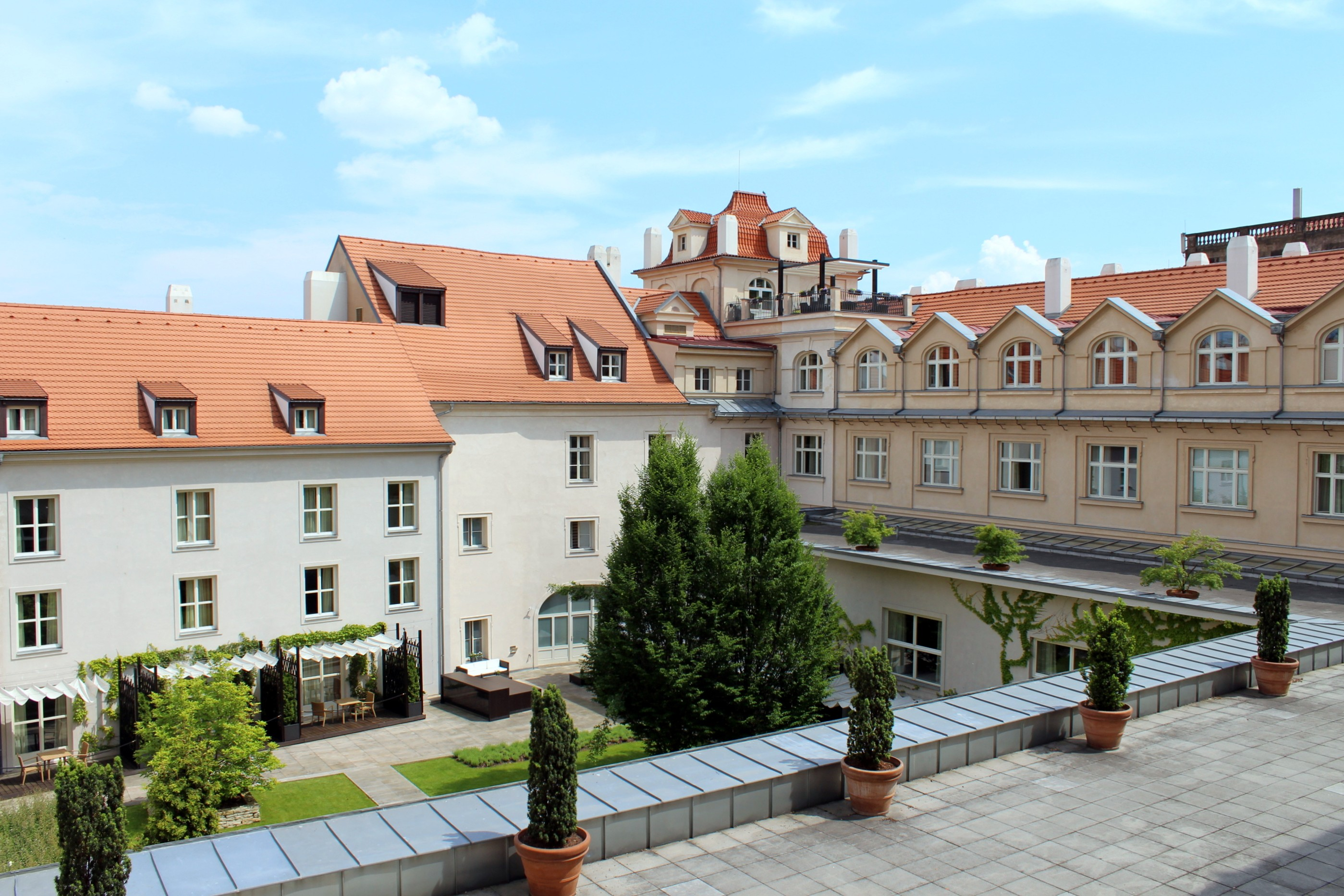
Mandarin Oriental Hotel, Praha
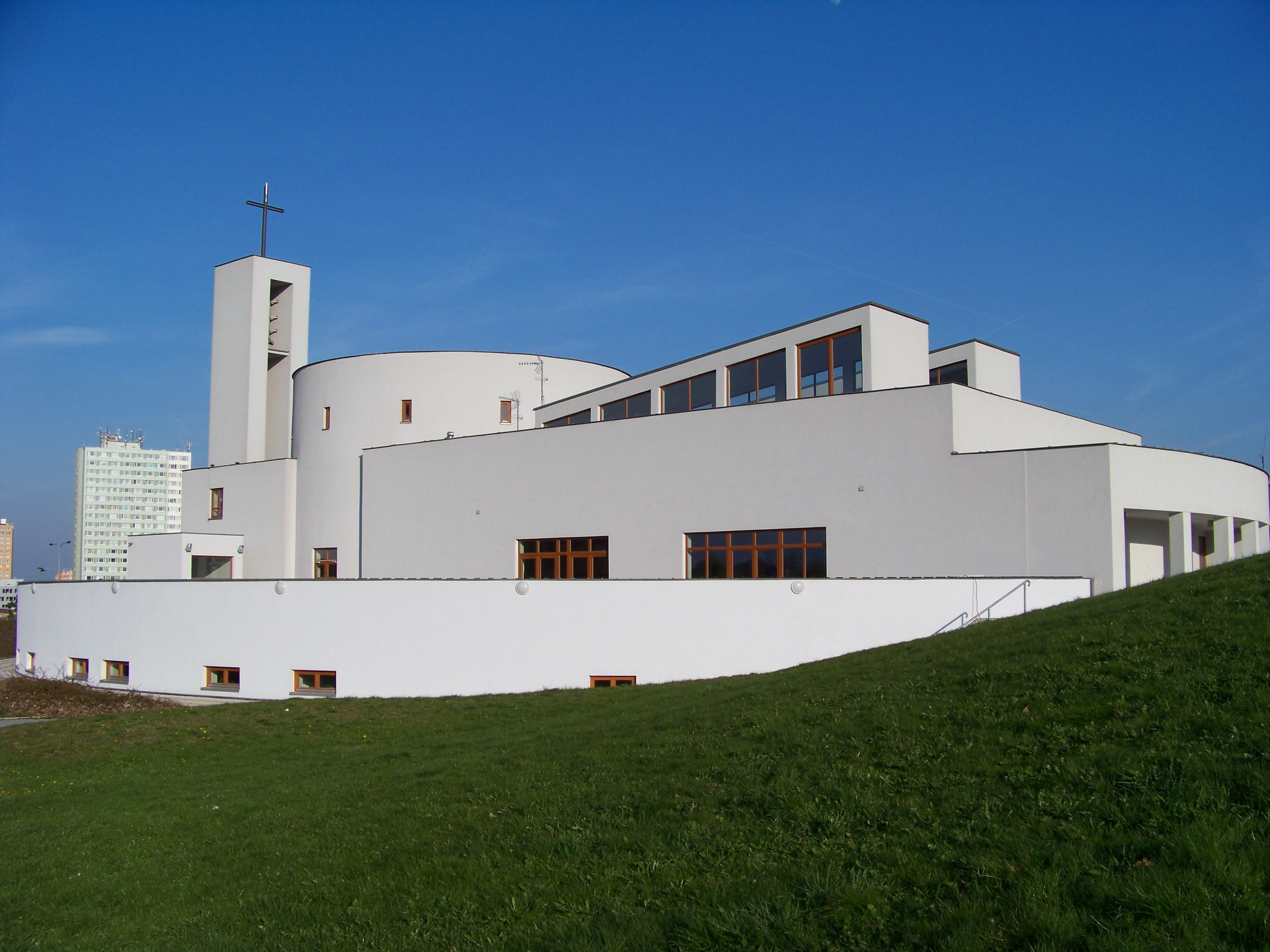
Komunitní centrum Matky Terezy, Praha
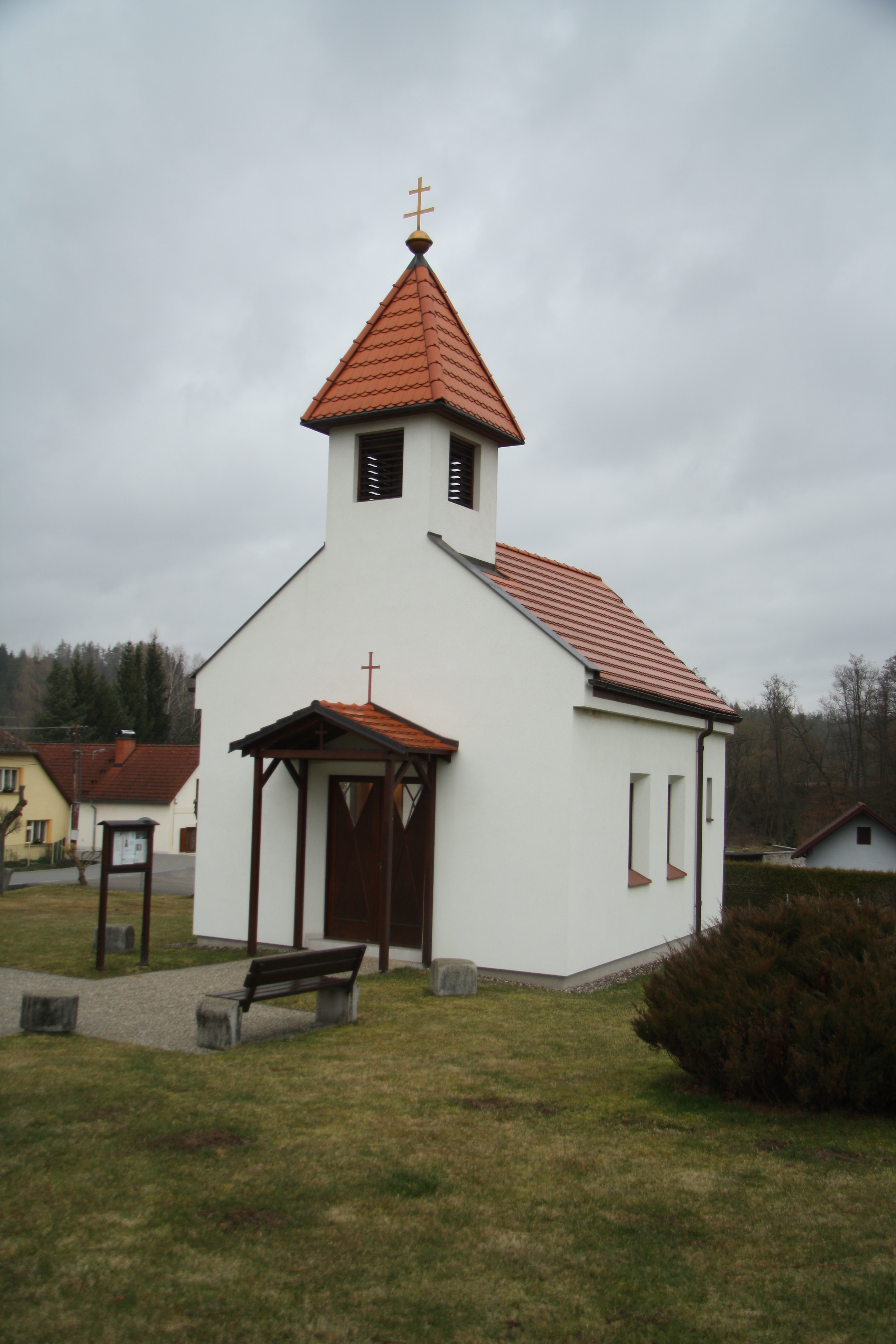
Kaple Libež